# Petr Aven
Petr Olegovich Aven (também transliterado Pyotr Aven; em russo:  Пëтр Олегович Авен; Letão: Pjotrs Avens; nascido em 16 de março de 1955) é um empresário, economista e político russo que também possui cidadania letã. Até março de 2022, ele chefiou o Alfa-Bank, o maior banco comercial da Rússia. Em março de 2022, ele renunciou ao conselho de administração do Alfa-Bank e do LetterOne Group para ajudá-los a evitar sanções. Em 2023, ele foi nomeado a 659ª pessoa mais rica do mundo, com um patrimônio líquido de cerca de US$4,2 bilhões.
Aven é um membro do círculo íntimo do líder russo Vladimir Putin. Aven se encontrou com Putin regularmente, inclusive logo após a invasão russa na Ucrânia. Ele é um dos muitos oligarcas russos nomeados na Lei de Combate aos Adversários da América por meio de Sanções, CAATSA. Em 2022, Aven foi incluído nas sanções da UE impostas após a invasão russa da Ucrânia em 2022. Ele criticou as sanções, alegando que tinham sido aplicadas numa “base espúria e infundada”, e apresentou uma acção no Tribunal de Justiça Europeu.

## Carreira
Após se formar na universidade, Aven foi pesquisador sênior na Academia de Ciências da URSS e depois passou um tempo no Instituto Internacional de Análise de Sistemas Aplicados em Laxenburg, Áustria (1989–1991).

## Sanções
Em 28 de Fevereiro de 2022, a União Europeia colocou Aven na lista negra e congelou todos os seus bens em relação à invasão russa da Ucrânia em 2022.
Em 9 de abril de 2022, o Ministério da Cultura francês apreendeu uma pintura de Pyotr Konchalovsky de propriedade de Petr Aven, "Autoportrait" (1910), como parte das sanções pessoais impostas a Aven em relação à invasão russa da Ucrânia em 2022. A tela fazia parte da exposição "Icônes de l'Art Russe", da coleção de obras de arte dos falecidos irmãos Morozov, na Fundação Louis Vuitton, em Paris.
Aven é atualmente objeto de uma investigação do Reino Unido sobre a possível evasão de sanções, com transferências totalizando £3 milhões para o Reino Unido da Áustria em fevereiro de 2022 sob escrutínio. Em maio de 2022, a casa de Aven foi invadida por policiais da Agência Nacional do Crime (NCA). No entanto, a equipe jurídica de Aven obteve uma espécie de vitória em Julho de 2022, quando um juiz decidiu que algumas das contas utilizadas para financiar as despesas da mansão de Aven em Londres poderiam ser descongeladas. No final de outubro de 2022, Aven recebeu do Tesouro do Reino Unido despesas de subsistência de £60.000, bem como um pagamento único de £388.000 para liquidar “dívidas urgentes”, uma indenização que atraiu a condenação dos apoiadores do regime de sanções do Reino Unido. Aven alegou que o dinheiro era necessário para satisfazer as suas “necessidades básicas” e as da sua família. Sancionado pelo governo do Reino Unido em 2022 em relação à Guerra Russo-Ucraniana.
Em abril de 2024, um tribunal da UE, alegando falta de provas, anulou as sanções contra Aven e seu parceiro de negócios Mikhail Fridman.
Em Maio de 2024, a NCA solicitou a um tribunal do Reino Unido que apreendesse permanentemente 1,1 milhões de libras em fundos detidos por um Aven, descrevendo-os como "produtos do crime".